# Jaworzynka (wieś)
Jaworzynka (niem. Jaworzinka) – wieś w Polsce, położona w województwie śląskim, w powiecie cieszyńskim, w gminie Istebna, w historycznych granicach Śląska Cieszyńskiego. Powierzchnia sołectwa wynosi 2215 ha, a liczba ludności 3332, co daje gęstość zaludnienia równą 150,4 os./km².
W latach 1945–1954 wieś była siedzibą gminy Jaworzynka. W latach 1954–1972 wieś należała i była siedzibą władz gromady Jaworzynka. w latach 1975–1998 położona była w województwie bielskim.
Wraz z Istebną oraz Koniakowem współtworzy tzw. Trójwieś Beskidzką. Miejscowość turystyczna o walorach krajoznawczych. Znajduje się w niej m.in. izba regionalna „Muzeum na Grapie”, w której można zapoznać się z życiem dawnych Górali Śląska Cieszyńskiego i obejrzeć wytwory rękodzieła lokalnej społeczności. W Jaworzynce Trzycatku znajduje się ośrodek wczasowy „Jaworzynka”.

## Położenie geograficzne
Wieś Jaworzynka położona jest w Beskidzie Śląskim w dolinach potoków zlewiska Morza Czarnego – Krężelki i Czadeczki oraz na otaczających je grzbietach. Od północy graniczy z Istebną, a od północnego wschodu z Koniakowem. Na wschodzie i południowym wschodzie poprzez sąsiedztwo z wioskami Skalité (pl. Skalite) i Czerne (pl. Czarne) graniczy ze Słowacją. Na zachodzie zaś poprzez sąsiedztwo z miejscowościami Hrčava (pl. Herczawa) i Bukovec (pl. Bukowiec) graniczy z Czechami. W południowej części wioski zbiegają się więc granice trzech państw: Polski, Słowacji i Czech.

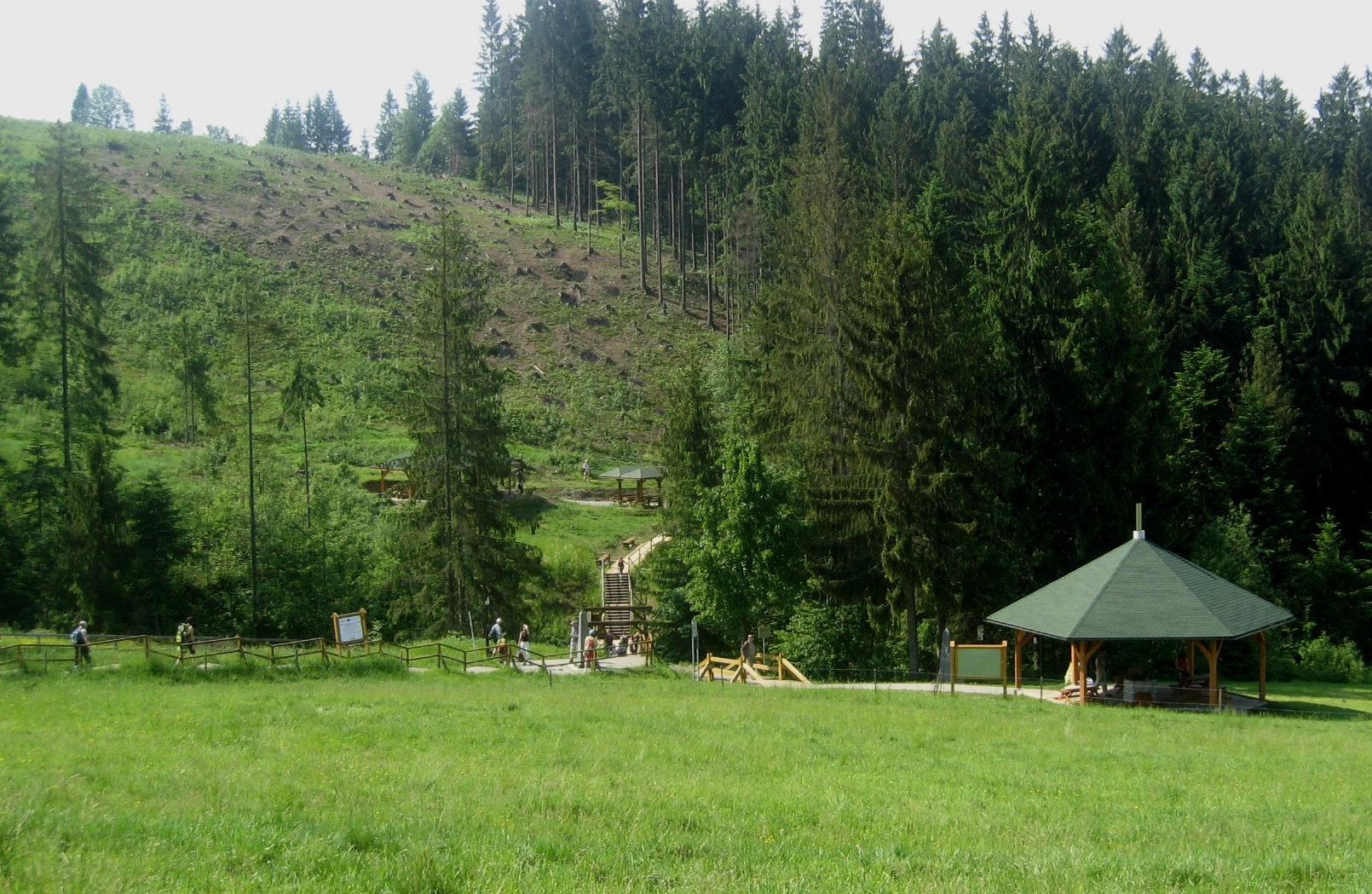
Trójstyk widziany od strony czeskiej, po lewej (za drewnianą poręczą) Polska, w głębi, za mostem, Słowacja

### Trójstyk
W południowej części wsi, na Trzycatku, znajduje się trójstyk granic Polski, Czech i Słowacji. Do chwili przystąpienia tychże państw do układu z Schengen 21 grudnia 2007 r. istniało w tym miejscu potrójne przejście graniczne w tym po polskiej: Jaworzynka-Hrčava i Jaworzynka - Čierne. Na trójstyku znajdują się trzy jednakowe trójgraniaste, granitowe obeliski, po jednym w narożniku każdej ze stron. W 2007 od strony polskiej do trójstyku doprowadzono drogę i chodnik, a nad potokiem powstał drewniany mostek między Polską a Słowacją. Po słowackiej i czeskiej stronie znajdują się też wiaty dla turystów.
W Jaworzynce do 21 grudnia 2007 r. funkcjonowało jeszcze przejście graniczne małego ruchu granicznego Jaworzynka - Hrčava, a w okresie Czechosłowacji Jaworzynka - Hrčava I.

## Integralne części wsi
| części wsi | Bestwiny, Biłki, Bobczonka, Buki, Byrty, Czadeczka Dolna, Czadeczka Górna, Czepczory, Czerchla, Dragony, Duraje, Gorzałki, Jasie, Kawuloki, Kikula, Klimasy, Klimki, Korbasy, Krężelka, Krzyżowa, Łabaje, Łacki, Łupienie, Maciejka, Małejurki, Małysze, Na Potoku, Ondrusze, Rozceście, Siwoniowski, Słowioki, Stańki, Stefanka, Szeroki, Szkawlonka, Szkawrany, Śliwkula, Waszuty, Wawrzacze, Wielki Potok, Wyrch-Czadeczka, Za Groń, Zakikula, Zapasieki Dolne, Zapasieki Górne owie, Wojtkowie, Wysznie Pole, Za Doliną, Za Groń |

## Historia
Początki osadnictwa na terenie miejscowości sięgają 1620 r. Rejestr gruntów (Grundregister Jaworzinka), pisany po czesku, powstał w 1646 roku; wieś miała wtedy 14 gruntów i 7 zagród.  
Pierwsze osiedla powstały na północno-zachodniej stronie dzisiejszej Jaworzynki, po obu stronach drogi prowadzącej do Istebnej. Druga część gminy Jaworzynki, to tzw. nowa osada, powstała w XVIII wieku, przez karczowanie lasów, w których rosły m.in. jawory, stąd nazwa Jaworzynka. Symbolem Jaworzynki jest siekiera figurująca w pieczęci gminnej.
Najbardziej na południe wysuniętą częścią Jaworzynki jest Trzycatek. Nazwa pochodzi od tego, że niegdyś znajdował się tu posterunek celny na granicy między Węgrami a księstwem cieszyńskim. Pobierano tu od kupców cło w wysokości 1/30 wartości towarów (z czeskiego třicet - trzydzieści), wprowadzone jeszcze w 1235 r. przez króla Węgier Belę IV. W 1802 r. wzniesiono tu budynek, w którym mieściła się placówka graniczna wojska austriackiego.
W 1820 r. powstała pierwsza w Jaworzynce szkoła parafialna. Mieściła się w góralskiej chacie w przysiółku Duraje, u gospodarza Jałowiczora z przydomkiem Cieślarek. Jaworzynka nie posiadała jeszcze wtedy miejscowego nauczyciela, więc przez wiele lat przychodził tu dwa razy w tygodniu nauczyciel z Istebnej – Paweł Michałek, który uczył dzieci bezpłatnie. Wioska liczyła wtedy 145 dzieci, z których do szkoły uczęszczało tylko około 30. Od 1832 r. uczył tu pierwszy miejscowy „rechtór”, napływowy komornik Zimmerman. Uczył rachunków, szwabachy, katechizmu i śpiewu kościelnego. Gdy w 1849 r. zniesiona została granica między Austrią i Węgrami (do momentu połączenia) gmina, wykorzystując okazję, zakupiła budynek celny (numeru domu 89), który po niewielkich przeróbkach przeznaczyła na szkołę.
Według austriackiego spisu ludności z 1900 w 255 budynkach w Jaworzynce na obszarze 2315 hektarów mieszkało 1505 osób, co dawało gęstość zaludnienia równą 65 os./km². z tego 1485 (98,7%) mieszkańców było katolikami a 20 (1,3%) ewangelikami, 1484 (98,6%) było polsko-, 8 (0,5%) niemiecko- a 1 czeskojęzyczna. Do 1910 roku liczba budynków wzrosła do 288, a mieszkańców do 1642.
Po rozpadzie monarchii austro-węgierskiej oraz wojnie czechosłowacko–polskiej o Śląsk Cieszyński z 1919 r. wieś, na mocy decyzji Rady Ambasadorów, została przyznana Polsce. Po protestach części mieszkańców z mniejszej części wsi utworzono Herczawę i w 1924 przyłączono do Czechosłowacji.
W latach 1945–1991 stacjonowała tu Strażnica WOP Jaworzynka. Z dniem 16.05.1991 roku strażnica została przejęta przez Straż Graniczną i funkcjonowała do 15.01.2008 roku, kiedy to została rozformowana oraz w latach 1954–1964 Strażnica WOP Krężelka, która również została rozformowana.
W Jaworzynce urodził się:
- Gustaw Heczko – podporucznik broni pancernej Wojska Polskiego, Polskich Sił Zbrojnych na Zachodzie i Armii Krajowej, cichociemny.
- Jan Łysek – poeta związany ze Śląskiem Cieszyńskim, polski legionista i założyciel Legionu Śląskiego.

## Religia
Na terenie wsi działalność duszpasterską prowadzi Kościół Rzymskokatolicki (parafia Świętych Apostołów Piotra i Pawła oraz parafia Matki Bożej Frydeckiej).

### Trasy rowerowe
Przez miejscowość przechodzi trasa rowerowa:
- zielona trasa rowerowa nr 253 – Istebna - Jaworzynka - Koniaków (28 km)